# Stazione di Koshigaya-Laketown
La stazione di Koshigaya-Laketown (越谷レイクタウン駅?, Koshigaya-Reikutaun-eki) è una stazione ferroviaria situata della città di Koshigaya nella prefettura di Saitama, ed è servita dalla linea Musashino della JR East. La stazione si trova nell'area di Koshigaya Laketown, una zona residenziale in fase di riqualificazione. Il nome deriva dal lago artificiale situato nei paraggi.

## Servizi ferroviari
East Japan Railway Company
■ Linea Musashino

## Struttura
La stazione è dotata di due marciapiedi laterali serventi due binari su viadotto. 
| 1 | ■ Linea Musashino | per Minami-Urawa, Nishi-Kokubunji e Fuchū-Hommachi |
| 2 | ■ Linea Musashino | per Shin-Matsudo, Nishi-Funabashi e Tokyo          |

## Stazioni adiacenti
| «                | Servizio        | »               |
| Linea Musashino  | Linea Musashino | Linea Musashino |
| ---------------- | --------------- | --------------- |
| Minami-Koshigaya | Locale          | Yoshikawa       |